# قرار مجلس الأمن التابع للأمم المتحدة رقم 502
كان قرار مجلس الأمن التابع للأمم المتحدة رقم 502 قرارا اتخذه مجلس الأمن التابع للأمم المتحدة في 3 أبريل 1982. وبعد أن أعرب المجلس عن قلقه إزاء غزو القوات المسلحة الأرجنتينية لجزر فوكلاند، طالب المجلس بالوقف الفوري لأعمال القتال بين الأرجنتين والمملكة المتحدة وانسحاب القوات الأرجنتينية انسحابا كاملا. ودعا المجلس أيضا حكومتي الأرجنتين والمملكة المتحدة إلى السعي إلى إيجاد حل دبلوماسي لهذه الحالة والامتناع عن القيام بأي عمل عسكري إضافي.
اعتمد القرار، الذي قدمه الممثل البريطاني، السفير السير أنتوني بارسونز، بأغلبية 10 أصوات مقابل صوت واحد ضد (بنما) وامتناع أربعة أعضاء عن التصويت (الصين، وبولندا، وإسبانيا، والاتحاد السوفياتي).
وقد أعطى القرار 502، الذي كان في صالح المملكة المتحدة، للمملكة المتحدة خيار اللجوء إلى المادة 51 من ميثاق الأمم المتحدة والمطالبة بحق الدفاع عن النفس. وأيده أعضاء من الكومنولث والجماعة الاقتصادية الأوروبية التي فرضت فيما بعد جزاءات على الأرجنتين.

## وصلات خارجية
- نص القرار في undocs.org